# Siikajoki
Siikajoki è un comune finlandese di 4897 abitanti, situato nella regione dell'Ostrobotnia Settentrionale.